# Rém
Rém (chorw. Rim) – wieś i gmina w południowej części Węgier, w pobliżu miasta Baja.
Miejscowość leży na obszarze Wielkiej Niziny Węgierskiej, w komitacie Bács-Kiskun, w powiecie Jánoshalma. Gmina liczy 1371 mieszkańców (2009) zajmuje obszar 39,93 km².